# Dompierre, Orne
Dompierre är en kommun i departementet Orne i regionen Normandie i nordvästra Frankrike. Kommunen ligger i kantonen Messei som tillhör arrondissementet Argentan. År 2022 hade Dompierre 384 invånare.

## Befolkningsutveckling
Antalet invånare i kommunen Dompierre
| Referens: INSEE |